# Steinreihe von Traonigou

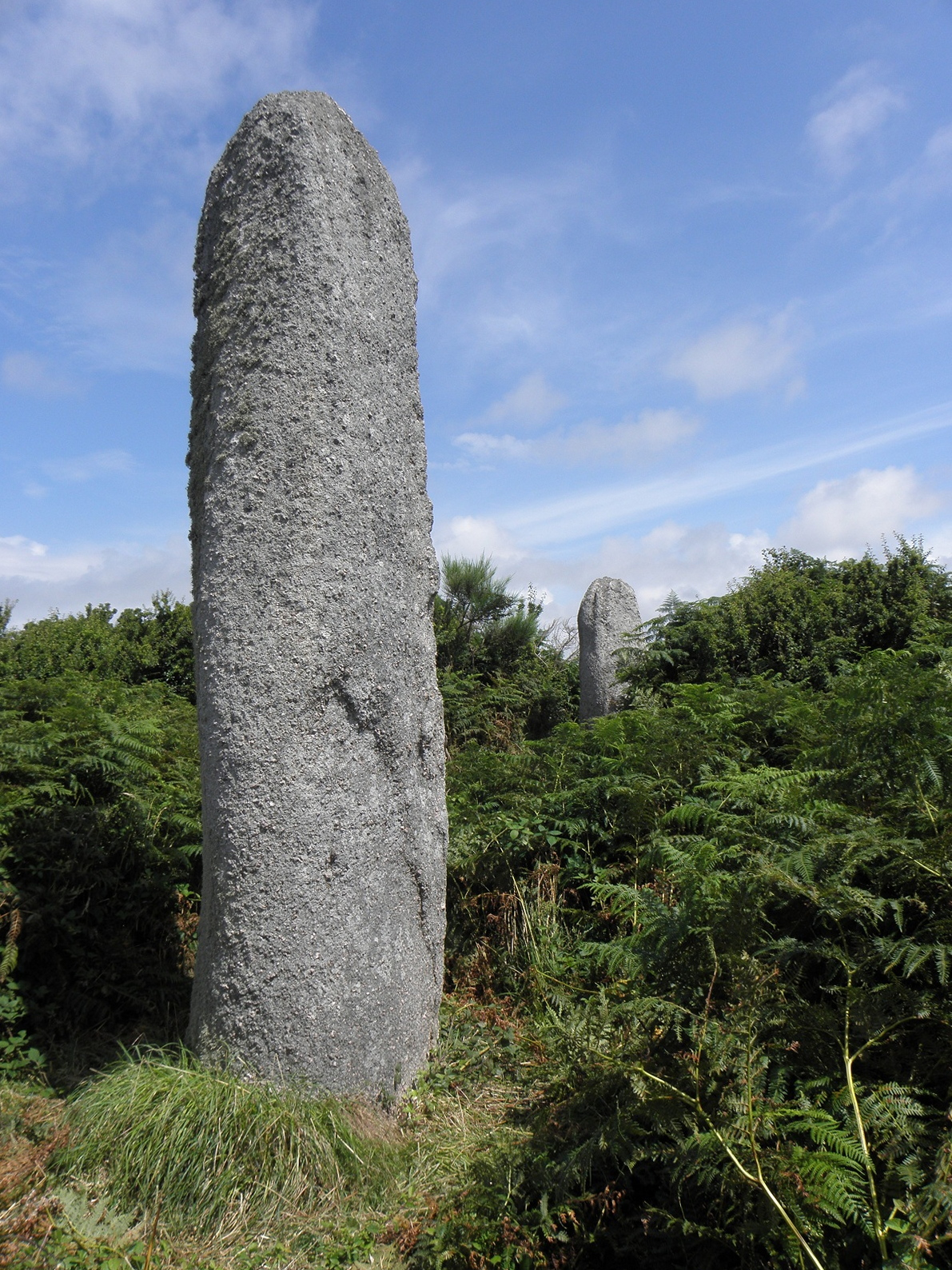
Steinreihe von Traonigou

Die Steinreihe von Traonigou (französisch Alignement de Traonigou) steht östlich des Weilers Traonigou in Ploudalmézeau bzw. Porspoder im Pays de Léon (bretonisch Bro-Leon) im Département Finistère in der Bretagne in Frankreich.
Die beiden stehenden Menhire sind Überlebende einer Steinreihe aus mindestens vier Steinen, von denen erwiesenermaßen zwei zerstört wurden, der eine im späten 19. und der andere im frühen 20. Jahrhundert.
- Der erste Menhir hat eine Höhe von 2,95 m und eine Breite von 1,15 m.
- Der zweite Menhir hat eine Höhe von 4,15 m und eine Breite von 1,3 m.

Steinreihe von Traonigou
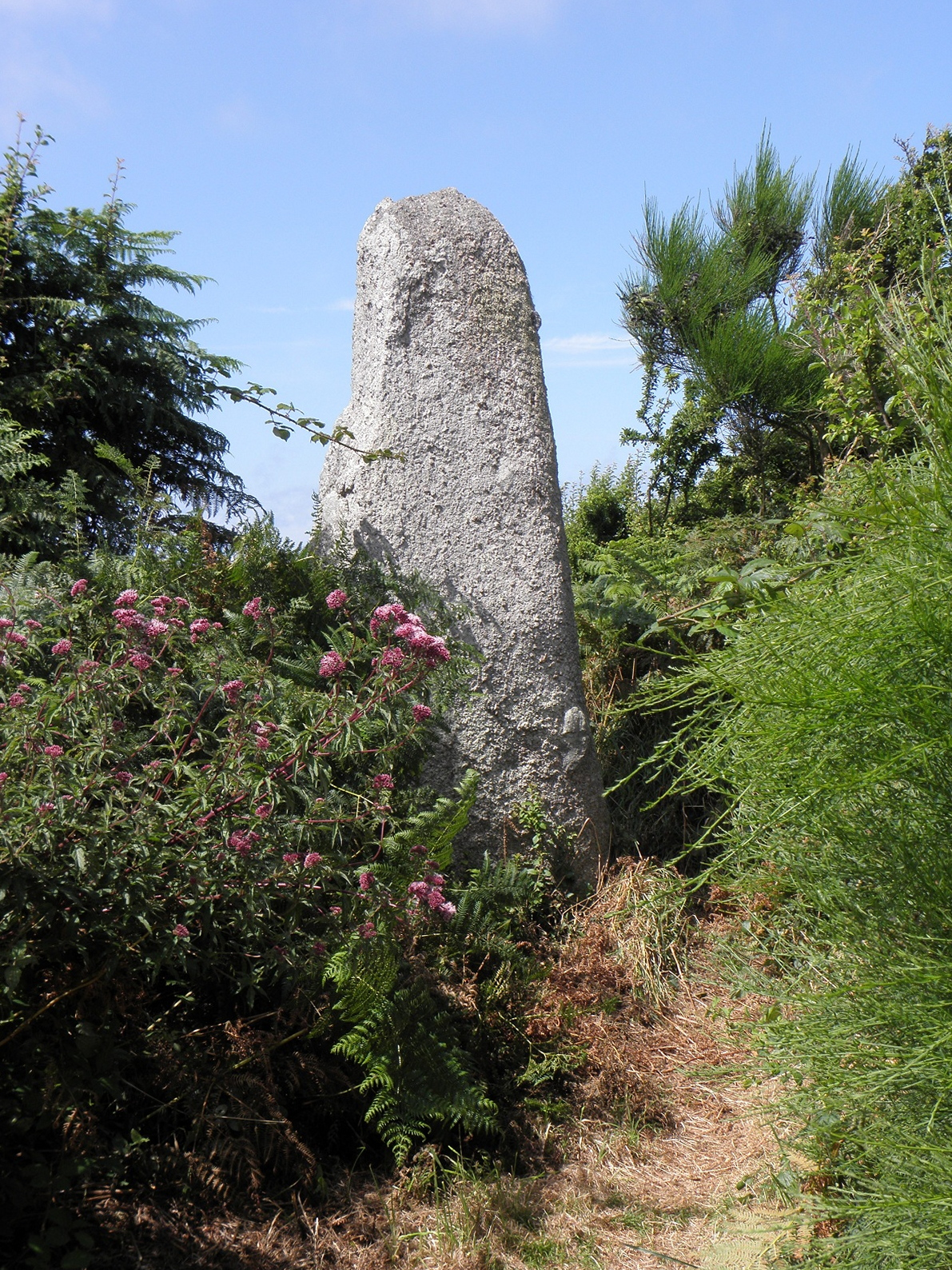
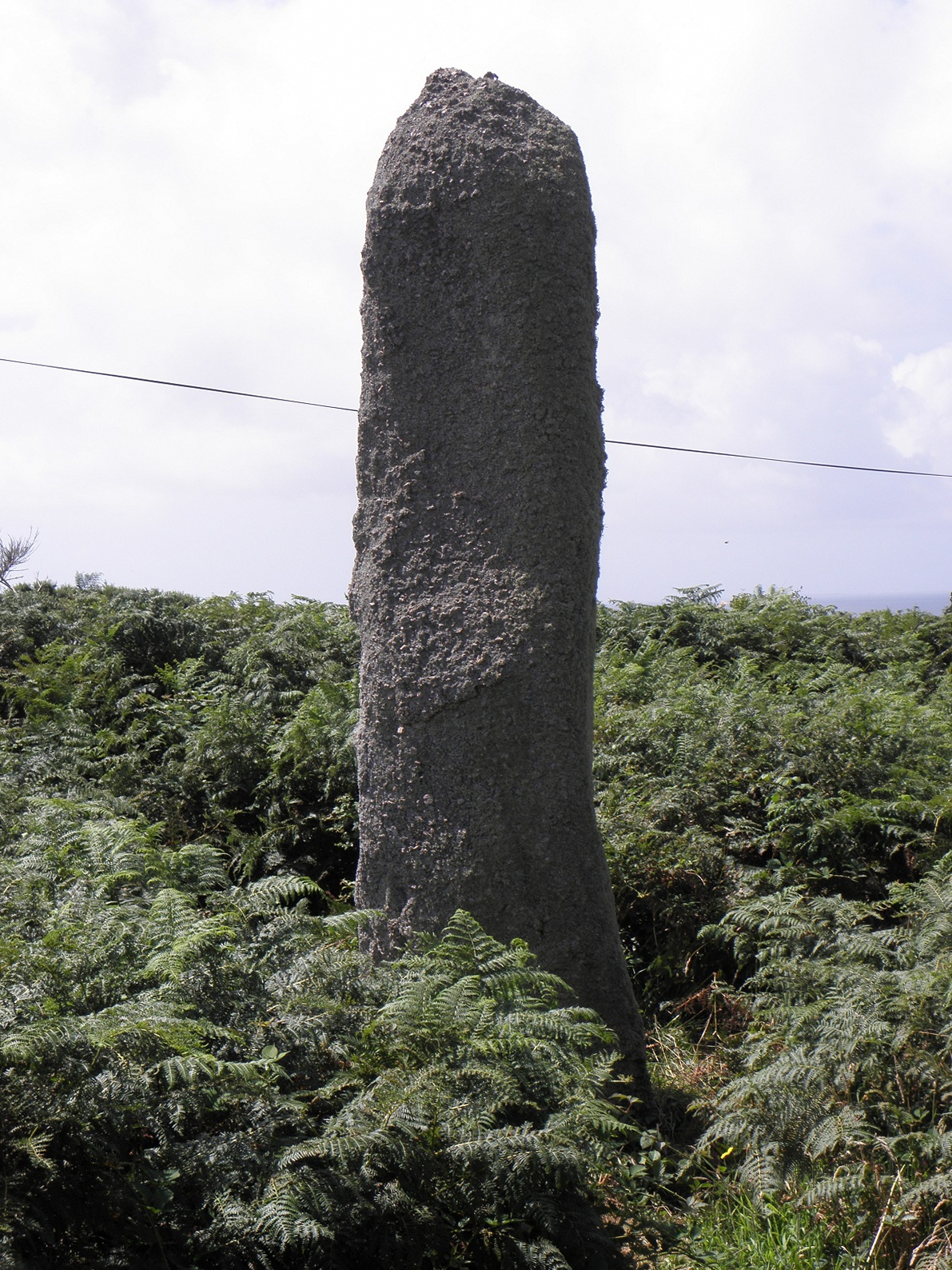
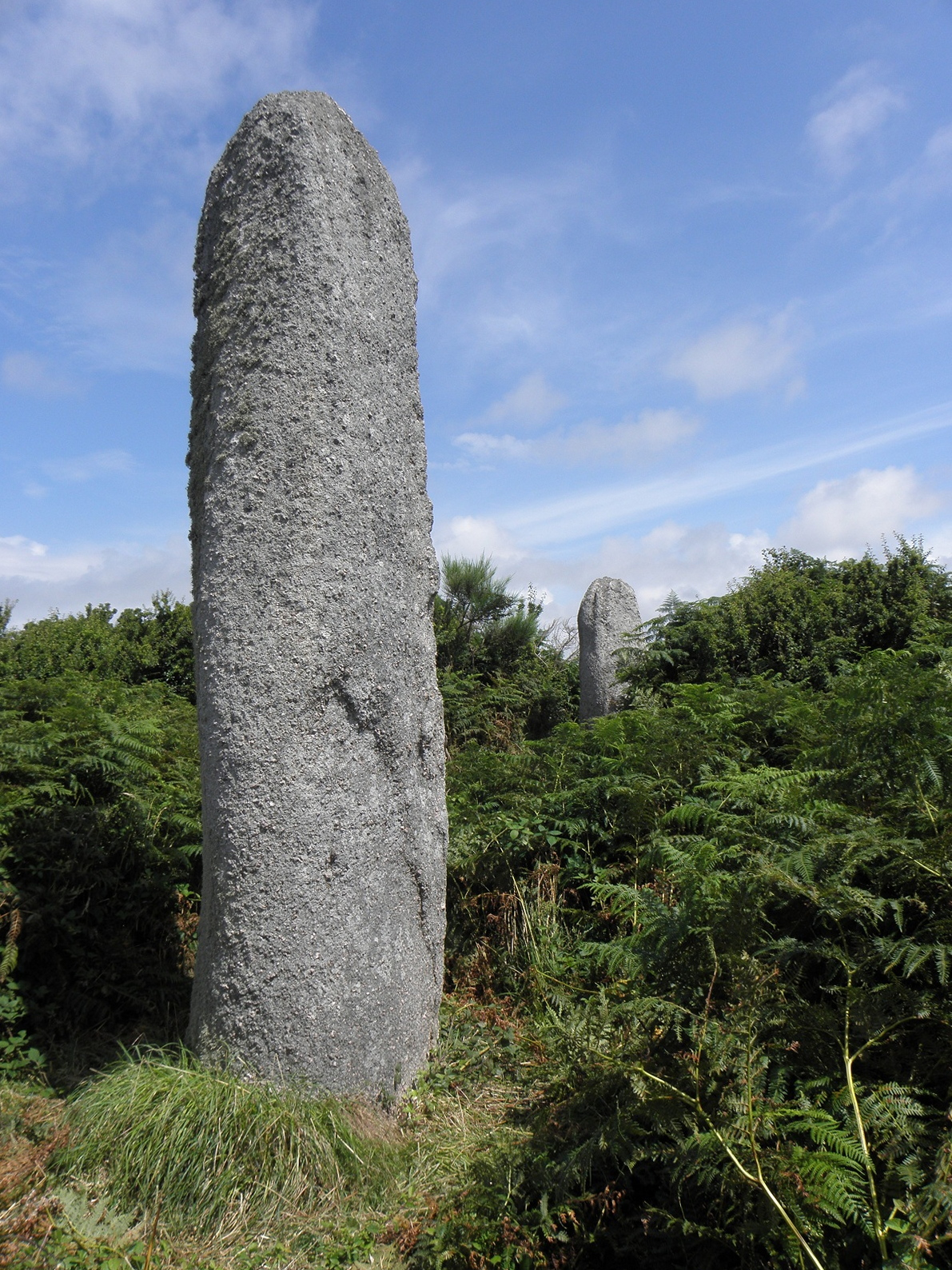

Die Menhire wurden 1921 und 1923 als Monument historique klassifiziert.
In der Nähe liegen die Reste der Allée couverte von Traonigou und  des Dolmen von Lannidult und die Steinreihe von Saint-Denec.